# 494 f.Kr.

Karta över det joniska upproret 499–493 f.Kr.

## Händelser

### Efter plats

#### Persiska riket
- Efter att framgångsrikt ha erövrat flera av de upproriska grekiska stadsstaterna börjar perserna under Artafernes belägra Miletos. Det avgörande slaget utkämpas härvid på ön Lade, nära Miletos hamn. Även om den är numerärt underlägsen ser den grekiska flottan under Dionysios ut att vinna slaget, tills fartygen från Samos och Lesbos retirerar. Detta vänder slaget och den återstående grekiska flottan förstörs fullständigt. Miletos kapitulerar kort därefter och det joniska upproret tar därmed slut. Miletos förre tyrann Histiaios tillfångatas av perserna och avrättas nära Sardis av Artafernes.
- De persiska ledarna Artafernes och Mardonios ger de joniska städerna viss autonomi. De avstår från ekonomiska repressalier och återinför endast de tidigare tributnivåerna. Perserna avskaffar de grekiska tyrannierna i Jonien och tillåter demokratier.
- Perserna bränner ner Apollotemplet i Didyma.

#### Grekland
- Persernas feniciska allierade tar en gruvlig hämnd på grekerna, som fenicierna betraktar som pirater.
- Thrakerna och skyterna driver ut Miltiades d.y. från Chersonesos. Han lastar fem fartyg med sina värdesaker och beger sig mot Aten. Ett av fartygen, styrt av Miltiades äldste son Metiochos, erövras dock av perserna och Metiochos förs till Persiska riket som fånge för resten av sitt liv.
- Spartas kung Kleomenes I tillfogar staden Argos ett svidande nederlag i slaget vid Sepeia nära Tiryns i ett försök att vinna hegemoni över hela den peloponnesiska halvön.

#### Romerska republiken
- När ett fälttåg avslutas drar sig plebejerna i den romerska armén tillbaka till det heliga berget utanför Rom. Soldaterna i den så kallade plebejiska secessionen hotar att grunda en ny stad. För att göra slut på successionen går patricierna med på att plebejerna får välja två ledare, som får titeln tribuner, varvid tribunatstjänsten etableras.
- Edilerna, vilka är magistrater i Rom med ansvar för Cerestemplen och -kulten, etableras för första gången. De är två plebejiska tjänstemän, inrättade vid samma tid som tribunerna, vars frihet de också åtnjuter.
- I och med inrättandet av dessa två tjänster (tribun och edil) övergår Rom från att vara en aristokratisk till att vara en liberal republik.

#### Italien
- Tyrannen Anaxilas i staden Rhegion (nuvarande Reggio di Calabria vid Messinasundet) uppmuntrar samierna och andra joniska flyktingar att erövra staden Zancle, som ligger på andra sidan sundet på Siciliens östkust, från dess tyrann Skythos. Enligt Pausanias ska Anaxilas ha hjälpt samierna med erövringen och enligt en annan källa ska han, när de har erövrat staden, själv ha erövrat den från dem och låtit befolka den med sina egna undersåtar. Han låter i alla fall döpa om den till Messina, efter sin födelseplats Messenien i västra Grekland.

## Avlidna
- Histiaios, tyrann i Miletos (avrättad)